# Biosteres advectus
Biosteres advectus är en stekelart som beskrevs av Papp 1979. Biosteres advectus ingår i släktet Biosteres och familjen bracksteklar. Inga underarter finns listade.